# Língua kunwinjku
Kunwinjku (Gunwinggu ou Gunwinjgu), também chamada Bininj Gunwok ou Mayali, é uma língua aborígene no norte da Austrália. O povos Bininj Gun-Wok vive principalmente no oeste da Terra de Arnhem. Há talvez uns dois mil falantes fluentes numa área delimitada pelo Parque Nacional Kakadu a oeste, o mar de Arafura ao norte, o rio Blyth ao leste e a região  Katherine ao sul.

## Dialetos
O Kunwinjku é falado no maior centro populacional, o distrito de Gunbalanya, e é o mais difundido, com uma população étnica de cerca de 900, quase todos que falam Kunwinjku apesar da crescente exposição ao inglês.
Evans identifica seis dialetos: Kunwinjku, Kuninjku, Gundjeihmi, Manyallaluk Mayali, Kundedjnjenghmi e duas variedades de Kune ], mais conhecidas como Kune Dulerayek e Kune Narayek; com base no fato de que
- a fonologia, gramática e léxico desses dialetos compartilham agrupamentos significativos de propriedades
- essas distinções são reconhecidas, pelo menos pelo grupo relevante e seus vizinhos, pelo uso de nomes de idiomas distintos.[2]

Ele introduziu o termo "Bininj Gunwok" para todos os dialetos. Hoje, o menor Kunwok está ganhando terreno.
Em junho de 2015, o grupo de dialetos Gundjeihmi adotou oficialmente a ortografia padrão Kunwinjku, o que significa que agora será escrito "Kundjeyhmi".

## Gramática
Kunwinjku é uma língua polissintética, com relações gramaticais complexas amplamente codificadas no verbo. O verbo carrega concordância poli-pessoal obrigatória, uma série de afixos derivativos (incluindo morfologia benéfica, comitativa, reflexiva / recíproca) e tem um grande potencial para incorporação de linguagens e substantivos.
Os substantivos parecem ter um papel menor na gramática. O dialeto Kunwinjku preservou quatro classes de substantivos, mas perdeu a marcação de caso principal nos substantivos, e muitos casos semânticos são opcionais. Os dialetos de Kune e Manyallaluk Mayali têm um marcador ergativo opcional -  yih . Os substantivos têm morfologia e composição derivacional extensiva.

### Morfologia
A morfologia é principalmente de aglutinação, com pontos de fusão nas bordas da palavra (prefixos e sufixos)

### Sintaxe
O Kunwinjku mostra padrões sintáticos característicos de linguagens 'não configuracionais': modificadores nominais podem aparecer sem a raiza N (típica de muitas línguas aborígines australianas), não há ordem rígida dentro do 'grupo nominal' e a distinção entre uso predicativo e argumental de substantivos é difícil de fazer.

## Fonologia
Kunwinjku é tipicamente uma língua do centro da de Terra de Arnhem e contrasta com a maioria dos idiomas australianos aborígene) ao ter uma escala glotal fonêmica, duas séries de oclusivas (curta e longa), cinco Vogais sem contraste de extensão, conglomerados de consoantes relativamente complexos no final de palavras (embora somente grupos interiores à palavra com Consoante única) e nenhuma distinção essencial entre fonotaxia de palavra e sílaba.

### Consoantes
|                 | Periférica | Periférica   | Laminal  | Apical     | Apical | Glotal |
| Bilabial        | Velar      | Pós-alveolar | Alveolar | Retroflexa |        | Glotal |
| --------------- | ---------- | ------------ | -------- | ---------- | ------ | ------ |
| Oclusiva        | p          | k            | c        | t          | ʈ      | ʔ      |
| Oclusiva Fortis | pː         | kː           | cː       | tː         | ʈː     |        |
| Nasal           | m          | ŋ            | ɲ        | n          | ɳ      |        |
| Lateral         |            |              |          | l          | ɭ      |        |
| Rótica          |            |              |          | r          | ɹ      |        |
| Aproximante     | w          | w            | j        |            |        |        |

### Vogais
|         | Anterior | Central | Posterior |
| ------- | -------- | ------- | --------- |
| FEchada | i        |         | u         |
| Medial  | e        |         | o         |
| Aberta  |          | a       |           |

## Amostra de Texto
Kun-wok ngadberre, Kunwinjku, minj ngarri-djare kun-wok ngadberre ka-yakmen. Ngarri-djare wurdurd ngadberre kabirri-djordmerren wanjh bedmanwali kabindi-bukkan birri-kerrnge ba kun-wok ngadberre ka-djale munguyh-munguyh.
Português
Nós não queremos que nossa língua Kunwinjku desapareça. Queremos que nossos filhos cresçam e depois, por sua vez, ensinem às novas gerações, para que nossa linguagem continue para sempre.